# Josse Van Kriekinge
Josse Van Kriekinge (1877-1963) est un architecte belge adepte des styles Art nouveau et éclectique puis moderniste.

## Biographie
Josse Van Kriekinge est né le 22 mars 1877 à Malines en Flandre. Il est le fils de Matthieu Van Kriekinge (1846-1922) et de Joséphine Noez. Il fait ses études aux Académies de Malines puis d'Anvers. 
En 1900, il s'associe avec l'architecte plus expérimenté Benjamin De Lestré de Fabribeckers avec qui il réalise notamment la maison Charlier, au no 46 de la rue du Cardinal à Bruxelles dans un style éclectique teinté d'Art nouveau. Ensuite, il réalise seul plusieurs immeubles à Bruxelles principalement dans le style éclectique. Il construit divers bâtiments publics autour du bâtiment des douanes de Zelzate en 1910. Il s'associe en 1930 à son fils Maurice Van Kriekinge (1908-1969). Ils réalisent ensemble l'école supérieure de navigation d'Anvers (1929-1933) dans le style Moderniste et la gare de Termonde en 1941.

## Réalisations

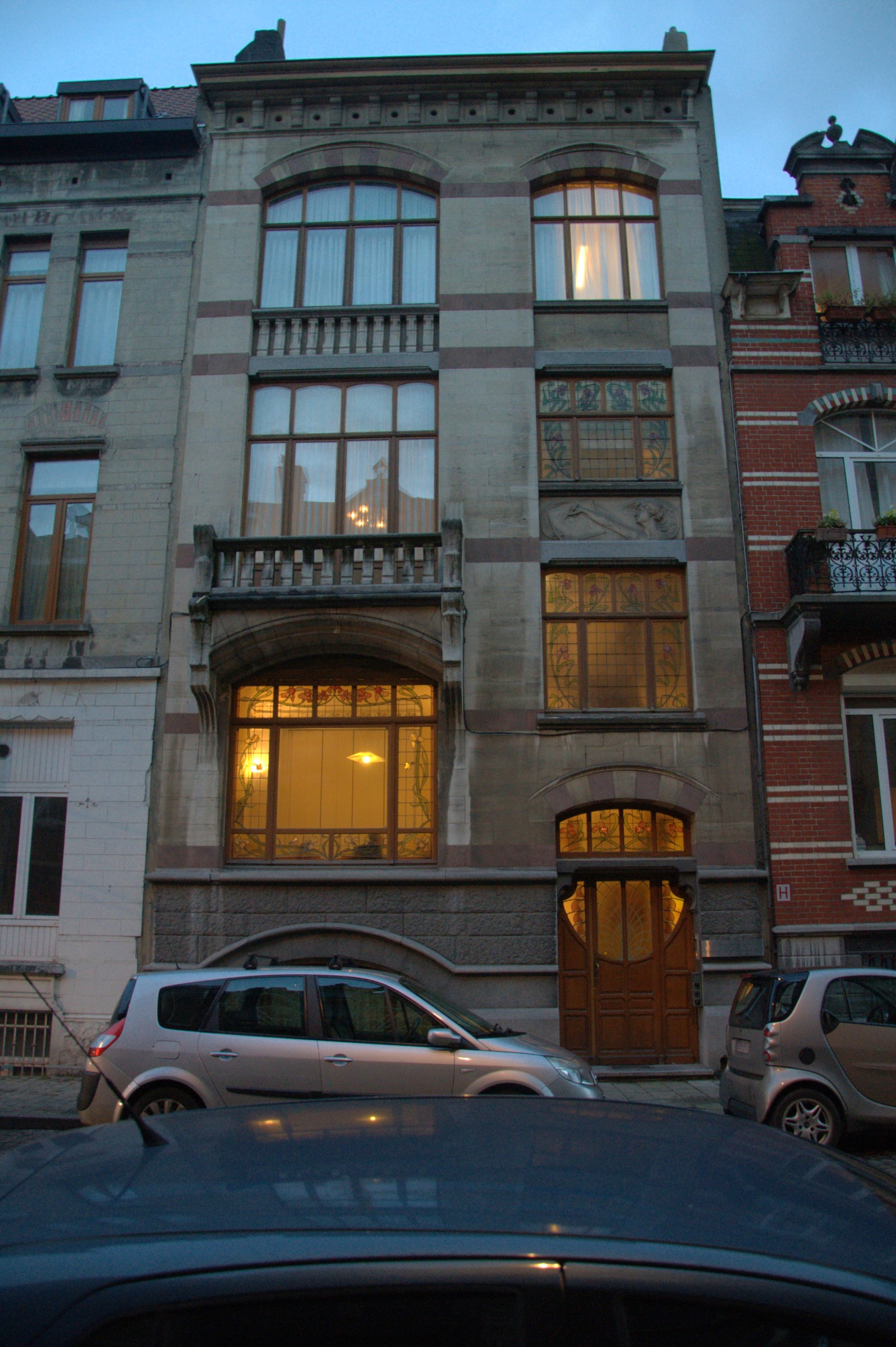
Maison Charlier

Liste non exhaustive des immeubles construits :
- 1900 : Maison Charlier, rue du Cardinal, 46, Bruxelles (avec Benjamin De Lestré de Fabribeckers)
- 1900 : maisons jumelles, rue des Confédérés,  119, 121, Bruxelles (avec Benjamin De Lestré de Fabribeckers)
- 1901 : maisons jumelles, rue des Confédérés,  128, 130, Bruxelles (avec Benjamin De Lestré de Fabribeckers)
- 1901 : rue du Beffroi, 37, Bruxelles
- 1902 : rue Jenneval, 13, 15, 51, Bruxelles
- 1902 : maisons jumelles, rue de la Victoire, 183, 185 à Saint-Gilles
- 1903 : rue de la Besace,5, Bruxelles
- 1905 : rue Émile Bouillot, 10, Ixelles
- 1905 : avenue Brugmann 175, Bruxelles
- 1914 : rue Franz Merjay, 79, Ixelles
- 1929-1933 : école supérieure de navigation d'Anvers (avec son fils)
- 1931 : avenue Antoine Depage, 37, Bruxelles (avec son fils)
- 1941 : gare de Termonde (avec son fils)